# مولشایم
مولزهایم (به فرانسوی: Molsheim) یک کمون در فرانسه است که در Canton of Molsheim واقع شده‌است.

## خصوصیات
مولشایم ۱۰٫۸۵ کیلومترمربع مساحت و ۹٬۳۸۲ نفر جمعیت دارد و ۱۸۰ متر بالاتر از سطح دریا واقع شده‌است.

## نگارخانه

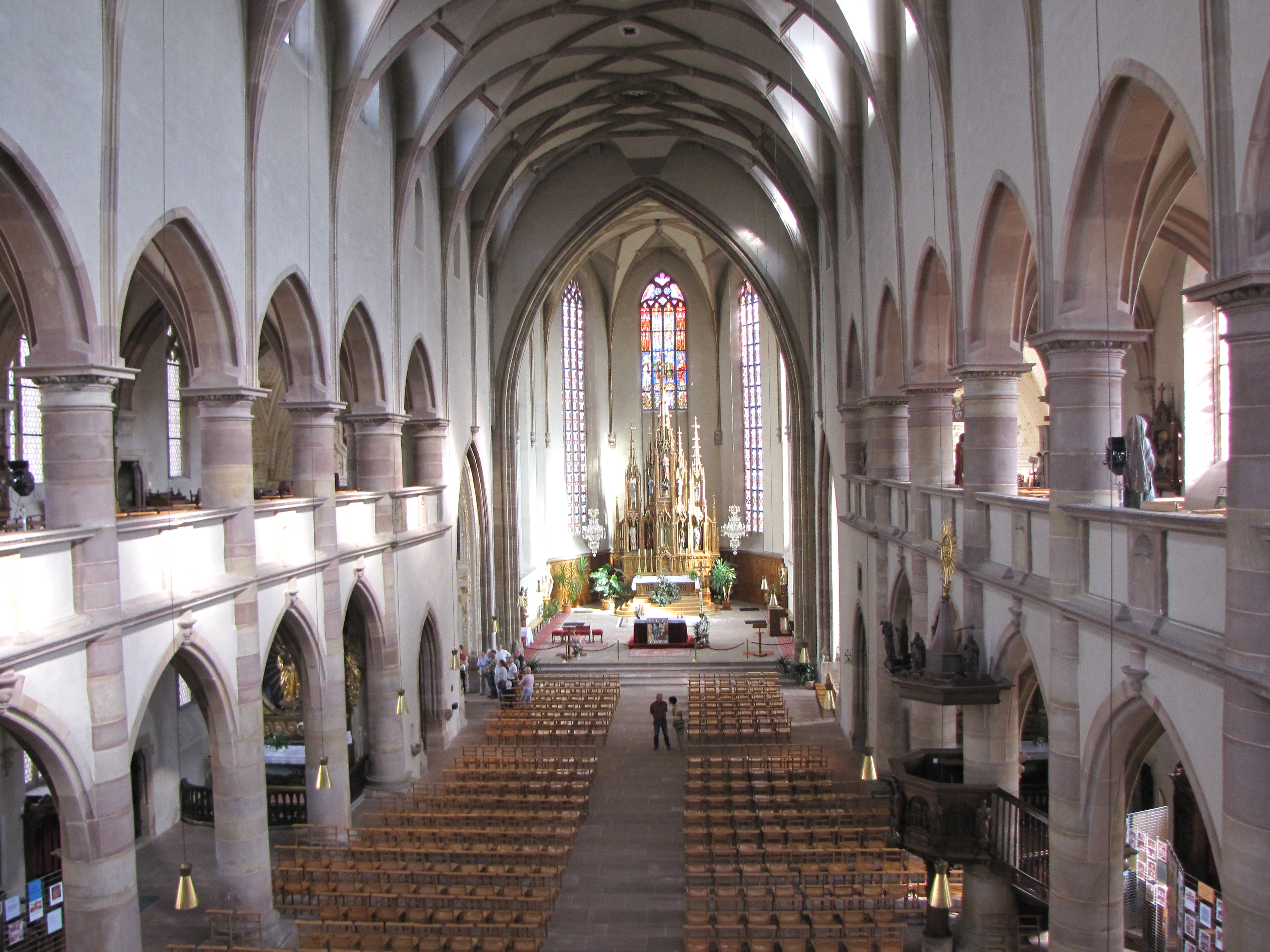
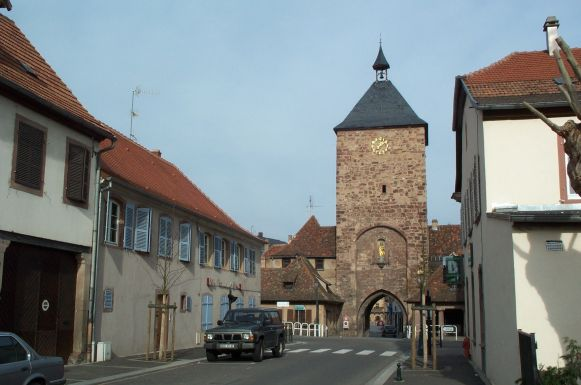
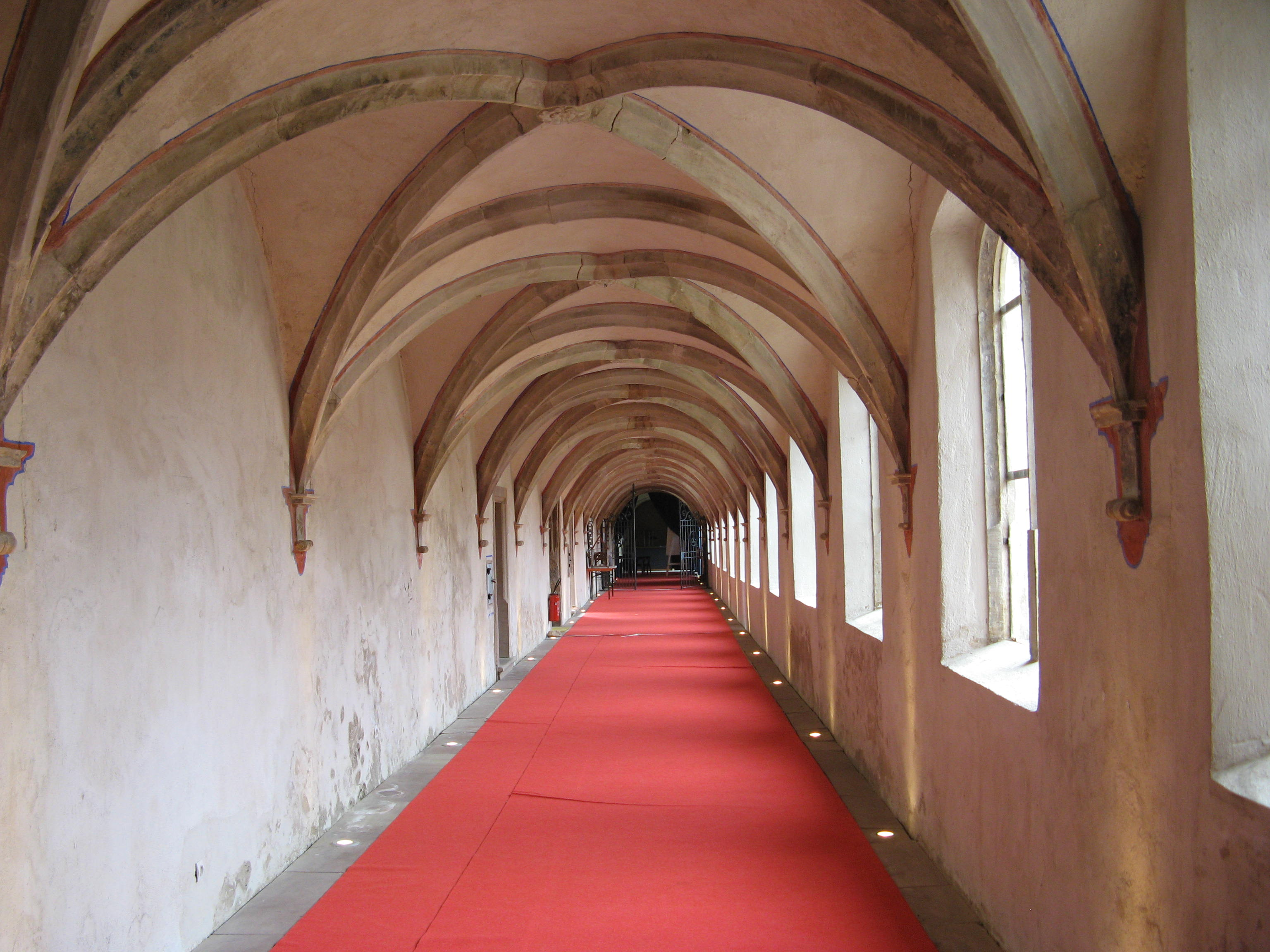
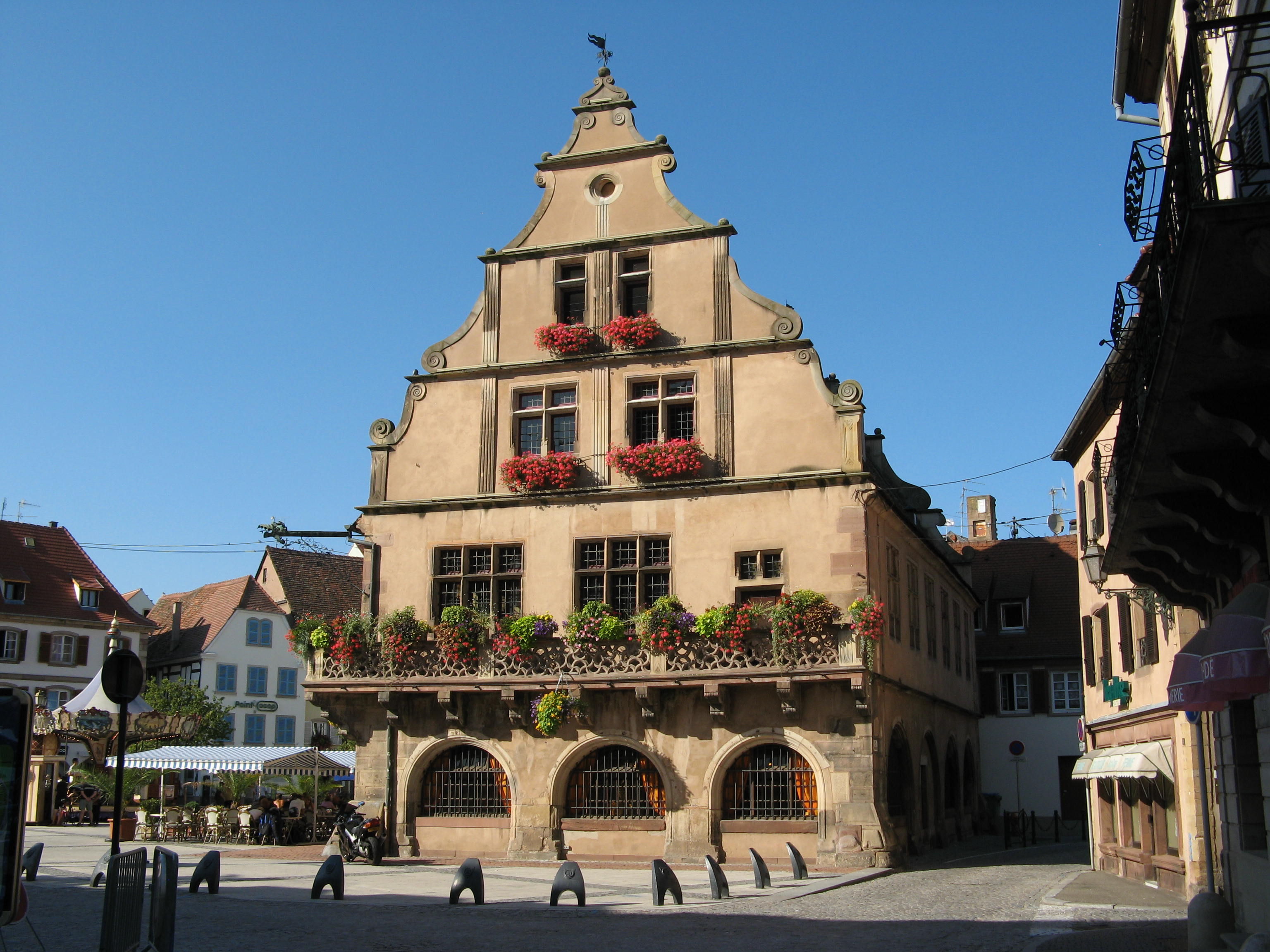
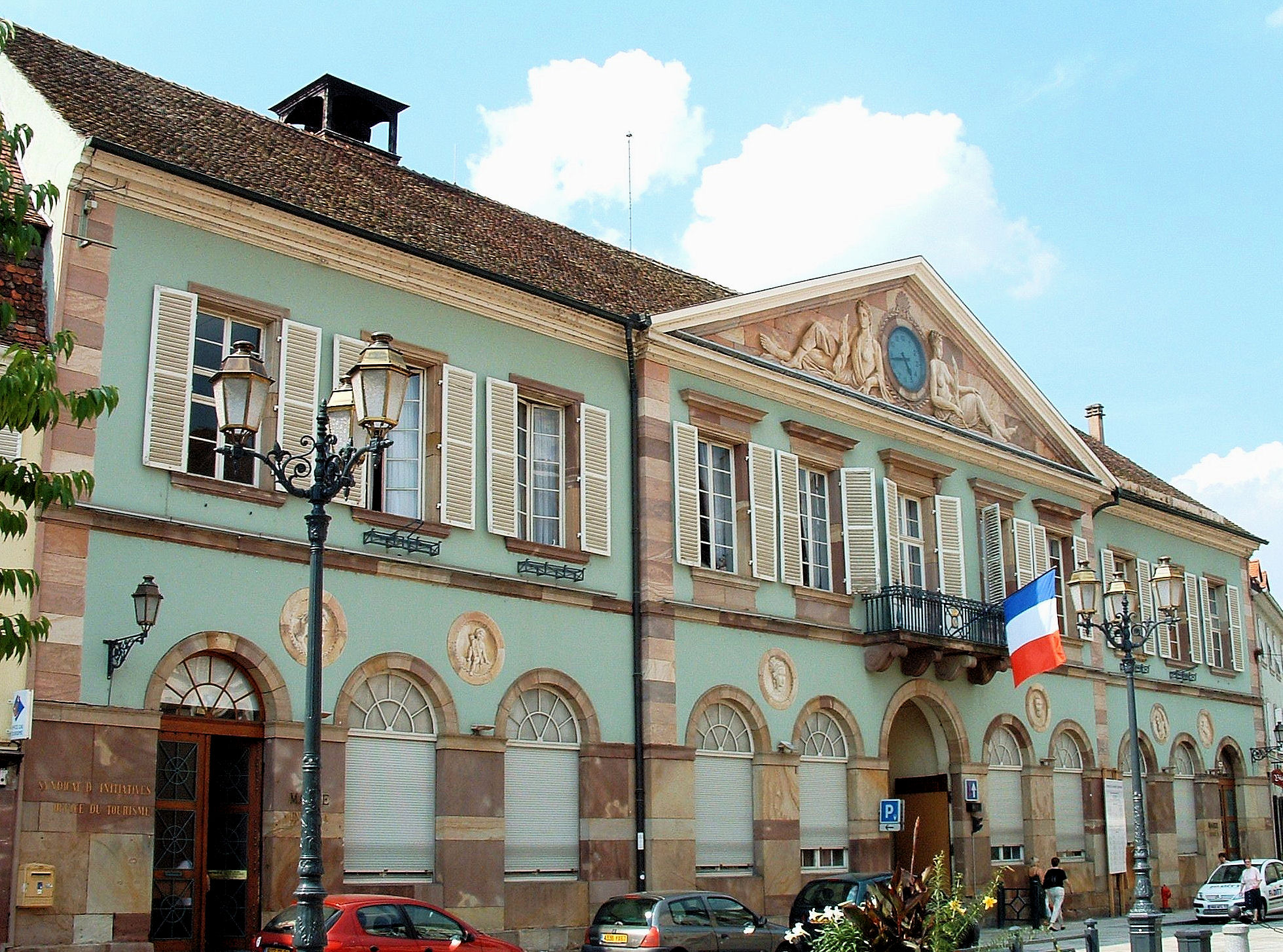
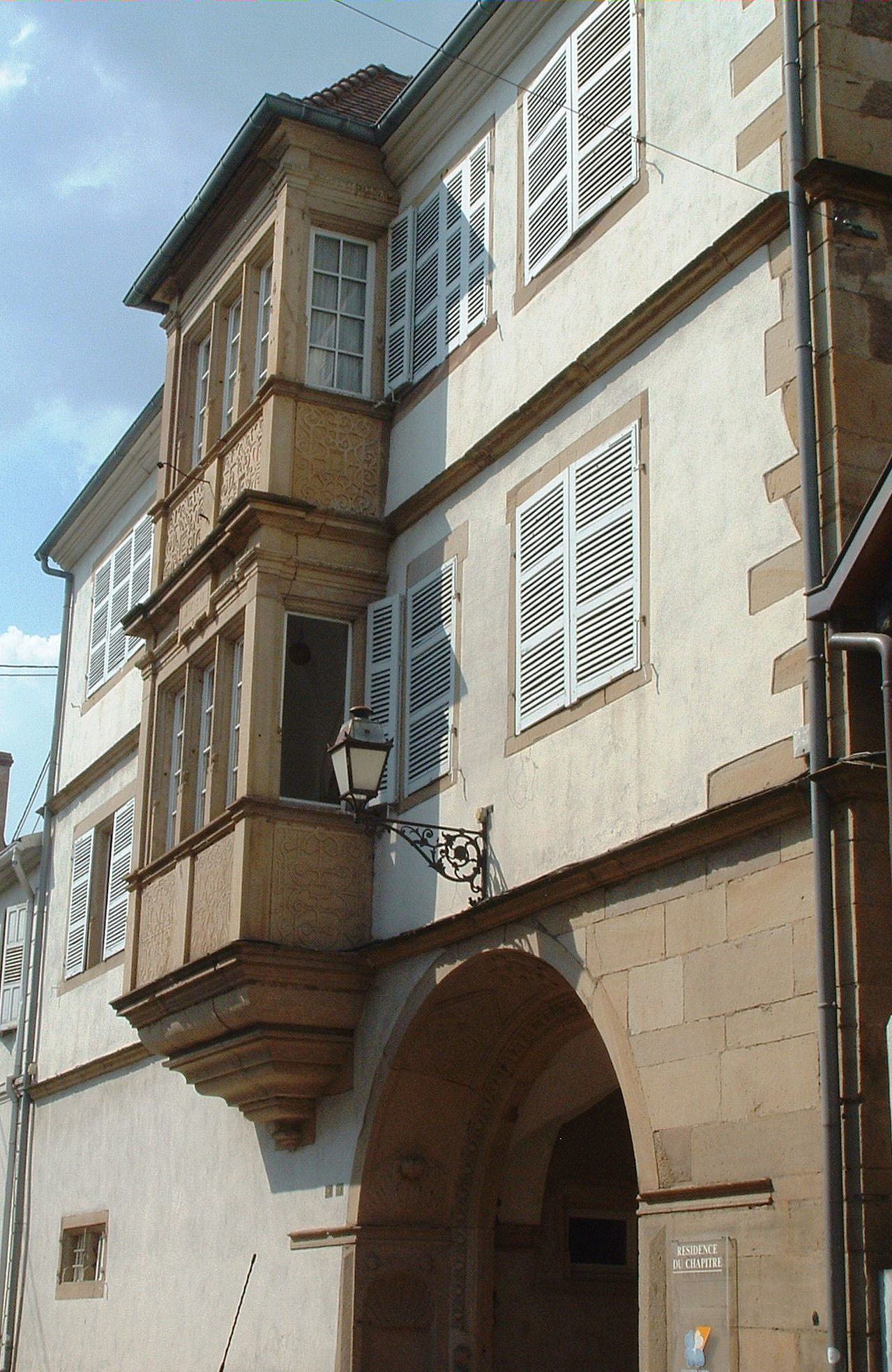
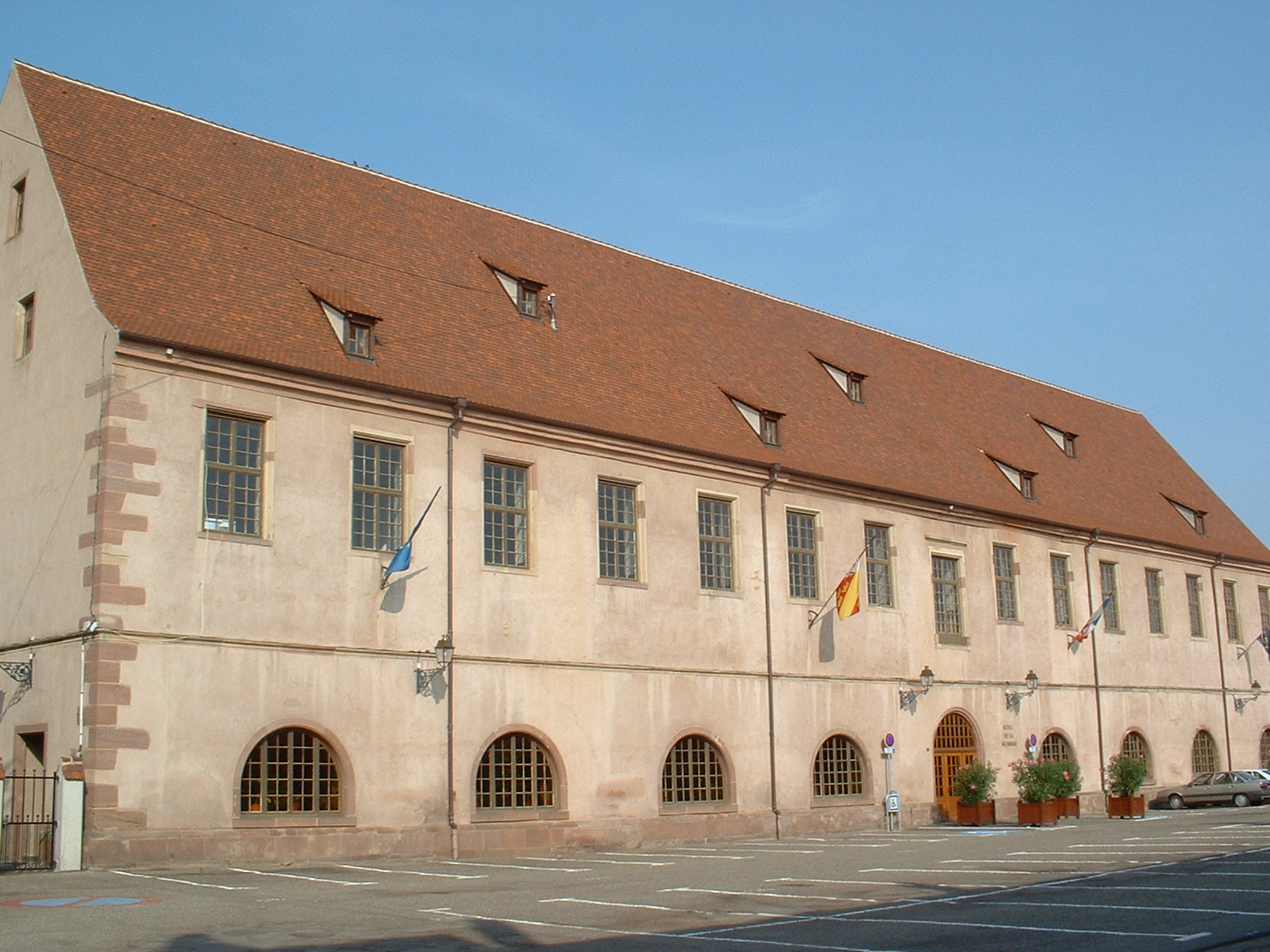
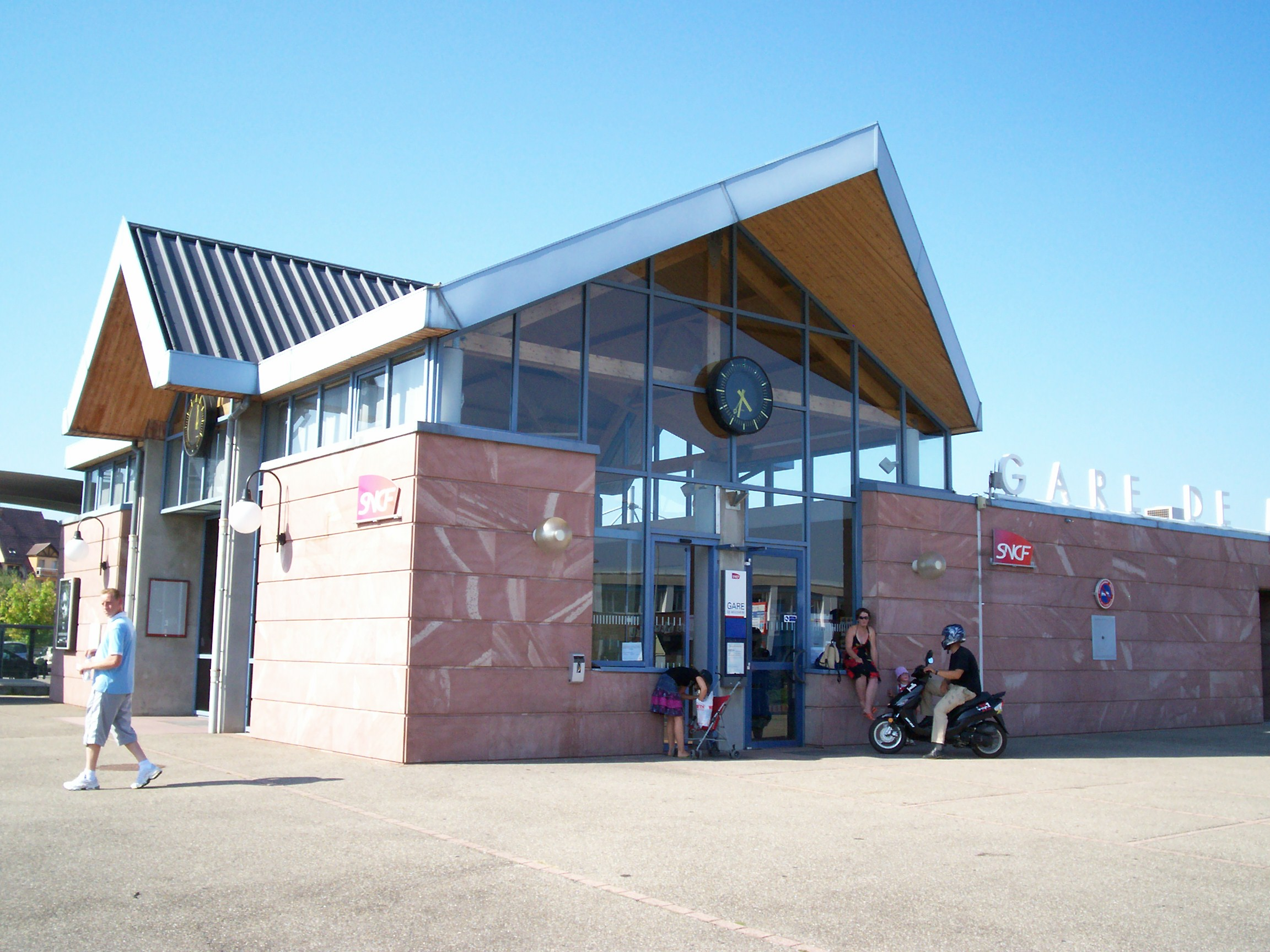